# Rio Uele
O Rio Uele é um afluente do Rio Ubangui, que por sua vez, é um afluente do rio Congo. Nasce ao norte do Lago Alberto e percorre a parte norte da República Democrática do Congo. Tem uma longitude de 1.210 km, ainda sim se considera como o único sistema fluvial Ubangui-Uele, chega aos 2.270 km.
Nasce ao norte do lago Alberto, muito próximo da fronteira com Sudão e recorre a parte norte da República Democrática do Congo em direção oeste até unir-se em Yakoma com o rio Bomu e assim dar nascimento ao rio Ubangui. As águas do rio Bomu são mais claras que as do rio Uele, e ambas permanecen com suas tonalidades diferentes sem mesclar-se por um largo de vários quilômetros do rio Ubangui.
O rio da nome as províncias conguesas de Alto Uele e Baixo Uele. O rio forma em seu curso alto o limite do Parque Nacional Garamba.
O rio passa frente as pequenas cidades de Niangara e Bondo (19.601 hab. estimados em 2009), e na desembocadura, Yakoma. Sus principales afluentes son los ríos Bima, Uere, Bomokandi e Kibali.